# Gurli Vibe Jensen
Gurli Vibe Jensen (født 29. december 1924 i København, død 8. juli 2016) var en dansk præst, missionær og forfatter.
Gurli Vibe Jensen læste til lærer på Ribe Statsseminarium. Efter bestået eksamen i 1948 underviste hun nogle få år i København.
Hun blev derefter missionær for Dansk Forenet Sudanmission og forberedte sig først ved studier i Birmingham og læste derefter teologi ved University of Edinburgh. Det egentlige missionærarbejde påbegyndte hun i 1950 i Nigeria, hvor hun underviste på en pigekostskole. 
Hun var i Nigeria til 1960, hvor de lutherske kirker i USA inviterede hende på et studieophold ved University of Minnesota. Her blev hun Master of Arts i 1962 efter at have læst teologi, psykologi og litteratur.
I 1962 vendte hun tilbage til Danmark og arbejdede for Sudanmissionen sideløbende med flere teologiske studier. Hun aflagde i 1964 prøve ved Københavns Universitet og blev som ikke-teolog erklæret kvalificeret til præsteembede i Folkekirken.
I 1965 blev hun kapellan ved Helligåndskirken, og efter ni år blev hun sognepræst ved denne kirke (i 1974). Som sådan virkede hun, til hun blev pensioneret i 1995.

## Tillidsposter og hverv
Gurli Vibe Jensen var i perioden 1981-1989 medlem af bestyrelsen for Det Danske Bibelselskab, som 
hun havde arbejdet for sideløbende med præstegerningen. 
I perioden 1976-87 var hun bestyrelsesmedlem i den europæiske bestyrelse for The United Bible Societies som vicepræsident for Europa. 
I årene 1980-84 var hun formand for bibelselskabernes verdensbestyrelse. 
Fra 1964 var hun medlem af bestyrelsen for Shaare Zedek-hospitalet i Jerusalem
Gurli Vibe Jensen var desuden medlem af Kirkeministeriets strukturkommission i 1964-66 og medlem af Menneskerettighedskommissionen. 

## Forfatterskab
Under sit ophold i Nigeria skrev Gurli Vibe Jensen flere bøger, som belyste forholdene og hendes oplevelse af mødet med den afrikanske virkelighed bl.a. bogen Gnister fra bålet - Afrikanske skitser.
Hun udgav desuden flere bøger om kristne emner og et par børnebøger. Desuden udgav hun i 1979 erindringsbogen Kan man synge i sne?.